# Gigantapseudes adactylus
Gigantapseudes adactylus is een naaldkreeftjessoort uit de familie van de Gigantapseudidae. De wetenschappelijke naam van de soort is voor het eerst geldig gepubliceerd in 1978 door Kudinova-Pasternak.